# 문민서
문민서(2004년 2월 18일~)는 대한민국의 축구 선수이다.

## 어린 시절
금호고 시절 주장으로 2022년 제43회 대한축구협회장배 고교축구대회에서 최우수선수상을 수상했으며, 2023년 단국대에 진학해 제59회 춘계대학축구연맹전에서 팀의 우승을 도왔다.

## 구단 경력
2024년, K리그1의 광주 FC에 입단했다.